# Liefde in de lucht
Liefde in de lucht is een single van de Nederlandse rapper Kraantje Pappie met Nederlandse zanger Joshua Nolet, leadzanger van Chef'Special, uit 2018. Het stond in hetzelfde jaar als vierde track op het album Daddy van Kraantje Pappie.

## Achtergrond
Liefde in de lucht is geschreven door Martijn van Sonderen, Nik Roos, Alex van der Zouwen, Léon Paul Palmen en Joshua Nolet en geproduceerd door Nightwatch en Palm Trees. Het is de eerste single voor Nolet die hij niet uitbrengt als lid van Chef'Special. De opzet van het nummer was al gemaakt voordat Joshua Nolet was gevraagd om het nummer in te zingen. Nadat Kraantje Pappie bij het Bevrijdingsfestival in Zwolle aan Nolet vroeg om mee te zingen in het Nederlandstalige lied, twijfelde Nolet omdat hij vooral Engelstalige nummers zingt. Hij was echter overtuigd toen hij het nummer voor het eerst hoorde. Hierna heeft hij zelf zijn eigen couplet geschreven. Het nummer werd door 3FM uitgeroepen tot Megahit. De single heeft in Nederland de dubbel platina status.

## Hitnoteringen
Het lied kwam hoog in de Nederlandse hitlijsten terecht. Liefde in de lucht kwam tot de vijfde plek in de Top 40 en tot de zesde plaats in de Single Top 100. In Vlaanderen kwam het slechts tot de twaalfde plek in de Ultratiplijst.